# Augusta, Maine
Augusta là thành phố thủ phủ tiểu bang Maine, Hoa Kỳ. Thành phố là thủ phủ quận Kennebec, và là trung tâm dân số của Maine. Dân số là 18.560 người theo điều tra dân số năm 2000, là thủ phủ bang nhỏ thứ 3 sau Montpelier, Vermont và Pierre, South Dakota. The population has also dropped slightly, and was 18,444 according to a 2009 estimate. Vị trí ở bên sông Kennebec, thành phố có Đại học Maine tại Augusta.